# Бегущий за ветром (роман)
«Бегущий за ветром» (англ. The Kite Runner, дословно — «Запускающий змея») — дебютный роман Халеда Хоссейни, изданный в 2003 году.

## Сюжет
Повествование ведётся от лица Амира, мальчика из Кабула, по национальности пуштуна (национальное большинство в Афганистане). Он жил со своим отцом Бабой, обеспеченным человеком, а его мать умерла во время родов. С детства Амиру казалось, что отец не любит его, не может простить ему невольную вину в смерти своей жены. С ранних лет товарищем в играх Амира был Хасан, сын слуги его отца, хазарейца (одно из национальных меньшинств Афганистана, к которым часто относились как к людям «второго сорта»). Однако отец Амира относился к Хасану очень тепло, делал ему дорогие подарки, и Амир нередко ревновал своего приятеля к собственному отцу. Хасан же был всецело предан Амиру, считал его своим лучшим другом, заступался за него в драках и прощал ему подшучивания, например, над своей неграмотностью.
В 1975 году  в Кабуле как обычно проходило массовое соревнование по запуску воздушных змеев, одно из любимых в народе ежегодных событий. Победителем считался тот, чей змей дольше всех останется в воздухе, «срезав» лески остальных, и кто подберёт последний упавший. Амир решил, что выигрыш в соревновании поможет вернуть ему расположение отца. Он и Хасан одержали первую победу, их змей оставался в воздухе дольше всех, но нужно было ещё найти упавшего последним змея. У Хасана был талант предугадывать, где упадёт змей, и он побежал его ловить. Видя, что он почему-то долго не возвращается, Амир побежал искать его и увидел, как над Хасаном издевается его старый недруг, юноша Асеф, отличающийся националистскими взглядами и склонностью к садизму, и пара его дружков. Из страха Амир не вмешался даже тогда, когда Асеф изнасиловал Хасана. Амир не рассказал ни взрослым, что произошло, ни Хасану, что видел (видел ли его Хасан, он не знал). Испытывая вину перед Хасаном, Амир решил прекратить их отношения, хотя тот и пытался вернуть прежнюю дружбу.
Для этого Амир задумал подлость: он взял часы и деньги, подаренные ему на день рождения, и подкинул их Хасану. Тот понимал, что произошло, но все же взял вину на себя — его преданность Амиру выдержала и это испытание. Хотя Баба простил Хасана и умолял его отца Али остаться у него в доме, тот всё же  уехал с сыном в другой город. В том же году Советский Союз ввёл войска в Афганистан. Спасаясь от войны, Баба с сыном эмигрировали в США. Там Баба, работая на автозаправке и перепродавая вещи,  смог дать сыну нормальное образование. Шло время. Амир влюбился в девушку  из эмигрантской семьи и женился на ней, но детей у них не было
Прошли годы.  Отец Амира умер от рака, а он сам стал писателем.
В 2001 году старый друг отца перед  смертью открыл Амиру семейную тайну. Оказалось,  Хасан и  Амир были братьями  по отцу, но от обоих мальчиков это скрывали. Выяснилось также, что Хасан знал о предательстве  Амира, но простил его и считал  другом до конца своей жизни. К несчастью, Хасан погиб вместе со своей женой во время этнических чисток в  правление Талибана, но остался жив его маленький сын Сохраб, которого отправили в детский дом. И теперь друг Бабы предложил Амиру искупить вину перед Хасаном: спасти, вывезти из страны мальчика. Амир  согласился.
Приехав в Афганистан, Амир с ужасом увидел, во что превратилась его родина - некогда солнечный и прекрасный, а ныне разбомблённый край. Он разыскал детский дом, куда отдали сына Хасана, но оказалось, что мальчика там уже нет, его забрал, как и многих других детей, какой-то талиб, любитель бача-бази; директор детского дома не смог отказать извращенцу. Амир  отыскал этого талиба. Им оказался тот самый Асеф: Сохраб действительно был у него в качестве очередной сексуальной игрушки. Асеф узнал Амира и, насмехаясь над ним, жестоко избил. К счастью, благодаря смелости Сохраба, им обоим удалось сбежать.
Оказалось, что вывезти ребёнка из Афганистана в США очень сложно. Сохраб был согласен на любой вариант, кроме детского дома. Амир обещал ему, но едва не нарушил своё обещание, что для Сохраба стало последней каплей: пережитое насилие и готовность Амира нарушить слово подтолкнули мальчика к попытке самоубийства. Он выжил, но замкнулся в себе. Амир вывез Сохраба в США, они с женой его усыновили, окружили заботой, но как ни старались, вернуть к нормальной жизни не могли… И вот однажды Амир,  увидев продавца воздушных змеев,  купил один для Сохраба. Когда Амир  запустил  змея, Сохраб впервые улыбнулся ему. Завершая повествование, автор оставляет читателям надежду на лучшее...

## Герои
- Амир (англ. Amir) — мальчик из обеспеченной афганской семьи. С раннего детства увлекался сочинением рассказов, всю жизнь хотел стать писателем, пренебрегая более обычными для мальчиков интересами, к разочарованию своего отца. По вероисповеданию суннит, но почти не практикующий. Отличается неуверенностью, доходящей до трусости.
- Баба (англ. Baba) — отец Амира. Воспитанный также в суннитской традиции, по мировоззрению склонялся скорее к «мягкому» атеизму, при этом уважал древние традиции. После смерти жены вступил в интимную связь с женой своего слуги Али, от этой связи родился Хасан. Этот эпизод жизни стал для Бабы поворотным моментом, он счёл его тяжелым грехом, требующим искупления, и всю дальнейшую жизнь пытался, как мог, помогать другим людям. Отличался смелостью и независимостью.
- Хасан (англ. Hassan) — сын слуги, единокровный и молочный брат Амира. Всю свою жизнь был горячо предан Амиру, несмотря на то, что тот неоднократно предавал его. По вероисповеданию шиит.

## Отсылки и аллюзии в романе
В авторском послесловии Хоссейни упомянул о некоторых автобиографических мотивах в романе: он, как и главный герой, жил в Кабуле и в раннем возрасте эмигрировал с семьёй в США. При этом писатель, как и  его герой, тоже приезжал спустя много лет на родину — но уже после написания романа.
В романе не раз упоминается «Шахнаме»: истории из этой книги очень любил Хасан, он даже сына своего назвал в честь одного из персонажей — Сухраба.

## Награды и успех романа
Роман в 2004 году выиграл премию Exclusive Books Boeke Prize (англ. Exclusive Books Boeke Prize)
В 2005 году роман занял третье место в списке бестселлеров США. В 2009 году журнал The Millions опубликовал списки лучших книг миллениума, и роман вошёл в двадцать лучших книг в читательском голосовании (в экспертный список лучших роман включён не был).
Роман награжден премией Nielsen Golden Book Award.

## Экранизация
- В 2007 году Марк Форстер снял по роману одноимённый фильм.